# Codriophorus hespericus
Codriophorus hespericus là một loài Rêu trong họ Grimmiaceae. Loài này được (Sérgio, J. Muñoz & Ochyra) Bednarek-Ochyra & Ochyra mô tả khoa học đầu tiên năm 2003.